# Cai Yalin
Cai Yalin (chinesisch 蔡亚林, Pinyin Cài Yàlín; * 3. September 1977 in Chengde) ist ein ehemaliger chinesischer Sportschütze.

## Erfolge
Cai Yalin nahm an den Olympischen Spielen 2000 in Sydney in zwei Disziplinen teil. Im Dreistellungskampf mit dem Kleinkalibergewehr kam er mit 1143 Punkten nicht über den 38. Platz hinaus, während er mit dem Luftgewehr 594 Punkte erzielte und damit als bester Schütze ins Finale einzog. In diesem behauptete er dank 102,4 Punkten die Führung und wurde vor Artjom Chadschibekow und Jewgeni Aleinikow mit 696,4 Gesamtpunkten Olympiasieger. Zwei Jahre darauf wurde er in Lahti mit der Luftgewehr-Mannschaft Vizeweltmeister. Bei Asienspielen gewann er bereits 1998 in Bangkok die Goldmedaille in der Einzelkonkurrenz mit dem Luftgewehr und belegte auch mit dem Kleinkalibergewehr in der Mannschaftskonkurrenz des Dreistellungskampfs den ersten Platz. Mit der Luftgewehr-Mannschaft wurde er Zweiter. 2002 in Busan wiederholte er mit der Mannschaft im Dreistellungskampf mit dem Kleinkalibergewehr den Titelgewinn und gewann darüber hinaus auch mit der Mannschaft im Wettbewerb mit dem Luftgewehr die Goldmedaille.